# Tatuí
Tatuí ist eine Stadt im brasilianischen Bundesstaat São Paulo. Sie hatte im Jahr 2010 etwa 110.500 Einwohner. Tatuí ist der Geburtsort des Fagottisten und Musikpädagogen Benjamin Coelho.

## Söhne und Töchter der Stadt
- José Roberto Bertrami (1946–2012), Musiker
- Rodinei Marcelo de Almeida (* 1992), Fußballspieler